# Seven de la República 1983
El Seven de la República de 1983 fue la tercera edición del torneo de rugby 7 de fin de temporada para uniones regionales afiliadas a la Unión Argentina de Rugby. Se llevó a cabo el 5 y 6 de noviembre de 1983. El torneo se disputó en las instalaciones del Olivos Rugby Club, ubicado en el Partido de Vicente López. El club es tradicional sede del Seven Nocturno de Olivos.
Al igual que en la edición inaugural, la final fue disputada entre los dos seleccionados de la Unión Argentina de Rugby: Capital y Provincia. El equipo representativo de la Capital Federal volvió a imponerse, en este caso 18-16, y consiguió su segundo título.

## Equipos participantes
Participaron del torneo trece equipos: once uniones provinciales y dos seleccionados representativos de la Unión Argentina de Rugby.
| Equipo        | Unión                                                |
| ------------- | ---------------------------------------------------- |
| Alto Valle    | Unión de Rugby del Alto Valle de Río Negro y Neuquén |
| Capital       | Unión Argentina de Rugby                             |
| Córdoba       | Unión Cordobesa de Rugby                             |
| Cuyo          | Unión de Rugby de Cuyo                               |
| Entre Ríos    | Unión Entrerriana de Rugby                           |
| Mar del Plata | Unión de Rugby de Mar del Plata                      |
| Misiones      | Unión de Rugby de Misiones                           |
| Provincia     | Unión Argentina de Rugby                             |
| Rosario       | Unión de Rugby de Rosario                            |
| San Juan      | Unión Sanjuanina de Rugby                            |
| Santa Fe      | Unión Santafesina de Rugby                           |
| Sur           | Unión de Rugby del Sur                               |
| Tucumán       | Unión de Rugby de Tucumán                            |

## Final
La final se disputó entre Capital y Provincia en la cancha de Gimnasia y Esgrima de Buenos Aires (sede Jorge Newbery).
| 6 de noviembre | Capital | 18 - 16 | Provincia | GEBA, Buenos Aires |  |
|                | Marcelo Arrique 10 Juan Pablo Piccardo 9 Pedro Lanza 8 Sebastian Dassen 7 Hugo Porta 6 Rodrigo Ehrman 5 Eduardo Leiva 4 Jaime Sartori 3 Alejandro Cubelli 2 Alejandro Schiavo 1 | Reporte | 10 Carlos Gil 9 Jorge Prat Gay 8 Felipe Llerena 7 Miguel Etchegoyen 6 Claudio Cid 5 Alejandro Gossio 4 Adrian de Bernardis 3 Gonzalo Gasso 2 Andrés Courreges 1 Tomás Petersen |                    |  |

| Bandera de la Ciudad de Buenos Aires |
| Capital Campeón                      |
| Segundo título                       |